# 諾伍鎮區 (伊利諾伊州漢考克縣)
諾伍鎮區（英語：Nauvoo Township）是位於美國伊利諾伊州漢考克縣的一個行政鎮區。

## 地方資料
根據2010年美國人口普查的數據，諾伍鎮區的面積為16.50平方千米，當中陸地面積為10.00平方千米，而水域面積為6.50平方千米。當地共有人口1112人，而人口密度為每平方千米67.39人。